# Йосиф Панчич
Йо́сиф Па́нчич (серб. Јосиф Панчић/Josip Pančić; 1814—1888)— сербський лікар, ботанік, перший Президент Сербської королівської академії.

## Біографія
Панчич народився в селі Угрини (територія сучасної Хорватії) і був четвертою дитиною в католицькій сім'ї.
Навчався в початковій школі Госпича, середній школі в Рієці. З Рієки Йосиф у 1830 переїхав у Загреб, де продовжив навчання. 1842 року закінчив медичний факультет університету в Пешті та став доктором медицини.

## Наукова діяльність
Панчич досліджував флору Сербії та класифікував багато видів рослин, які були невідомі ботанічний спільноті на той час.
Найвідомішим досягненням Йосифа Панчича є відкриття та опис рідкісного виду ялини — Ялини сербської (Picea omorika Pančić).
1887 року увійшов до складу перших 16 академіків та став першим Президентом Сербської королівської академії.

## Публікації
- De Visiani, Roberto, Pančić, J.: Plantae serbicae rariores aut novae. A Prof. Roberto de Visiani et Prof. Josepho Pančić descriptae et iconibus illustratae. Decas I. — Typis J. Antonelli, Venetiis, 1862, 26 pp, Tab. I—VII. (Ex Vol. X, Memor. Imp. Reg. Institut), 1862
- Flora agri belgradensis, 1865
- De Visiani, Roberto, Pančić, J.: Plantae serbicae rariores aut novae. A Prif. Roberto de Visiani et Prof. Josepho Pančić descriptae et icinibus illustratae. Decas II. — Typis J. Antonelli edit., Venetiis, 1866, 18 pp., Tab. VIII—XV. (Ex Vol. XII, Memor. Imp. Reg. Institut), 1866
- De Visiani, Roberto, Pančić, J.: Plantae serbicae rariores aut novae. A Prof. Roberto de Visiani et Prof. Josepho Pančić descriptae et iconibus illustratae. Decas, III. — Typis J. Antonelli edit., Venetiis, 1870.-21 pp., Tab. XVI—XXI. (Ex Vol. XV, Memor. del. R. Istituto), 1870
- Šumsko drveće i bilje u Srbiji. Napisao Dr. Josif Pančić. — Glasnik Srpskog učenog društva, Beograd, knjiga XXX, str. 129—312, 1871
- Flora Kneževine Srbije ili vaskularne biljke, koje u Srbiji divlje rastu. Po analitičkom metodu složio Dr. Josif Pančić. Flora Principatus Serbiae. — Državna štamparija, Beograd, XXXIV, 798 pp., 1874
- Elenchus plantarum vascularium quas aestate a. 1873 in Crna Gora legit. Dr. Jos. Pančić, Belgradi, Edidit Societas Erudita Serbica. — Typographia status, VII, 106 pp., 1875
- Građa za Floru Kneževine Bugarske. — Glasnik Srpskog učenog društva, Beograd, 1883, knjiga 53, str. 161—231., 1883
- Dodatak Flori Kneževine Srbije od Dr-a Josifa Pančića — Additamenta ad Floram Principatus Serbiae. — Izdanje Kraljevske srpske državne štamparije, Beograd, 253 pp., 1884
- Nova građa za Floru Kneževine Bugarske od d-ra J. Pančića. — Glasnik Srpskoga Učenog Društva, Beograd, knjiga 66, 103—146, 1886

## Визнання
- На честь ученого названо найвищу вершину гори Копаонік — Панчичев-Врх, на якій його поховали в мавзолеї[3].
- У Белграді на Студентській площі встановлено пам'ятник ученому.
- 17 квітня 2010, Google відзначив його день народження тематичним малюнком Google Doodle[4].